# Okome landskommun
Okome landskommun  var en tidigare kommun i Hallands län.

## Administrativ historik
När 1862 års kommunalförordningar trädde i kraft inrättades i Sverige cirka 2 500 kommuner. Huvuddelen av dessa var landskommuner (baserade på den äldre sockenindelningen), vartill kom 89 städer och åtta köpingar. Då inrättades i  Okome socken i Faurås härad i Halland denna kommun. 
Vid kommunreformen 1952 uppgick denna  landskommun i Vessigebro landskommun som senare 1971 uppgick i Falkenbergs kommun.

## Historia
Bland de kommunala investeringar som gjordes kan bland annat nämnas köp av aktier i järnvägar som drogs i närheten: Mellersta Hallands Järnväg (8 000 kronor, 1881) och Falkenbergs Järnväg (10 000 kronor, 1891). Efter att det 1938 blivit lag på att alla kommuner med mer än 700 invånare skulle ha ett kommunfullmäktige blev det samma år bestämt att kommunens fullmäktige skulle ha 20 ledamöter.